# Новосілки (Вараський район)
Новосі́лки — село в Україні, у Володимирецькій селищній громаді Вараського району Рівненської області. Населення становить 319 осіб.

## Географія
Селом протікає річка Стир.

## Історія
12 червня 2020 року, відповідно до розпорядження Кабінету Міністрів України № 722-р від «Про визначення адміністративних центрів та затвердження територій територіальних громад Рівненської області», увійшло до складу Володимирецької селищної громади.
19 липня 2020 року, в результаті адміністративно-територіальної реформи та ліквідації Володимирецького району, село увійшло до складу Вараського району.

## Населення
За переписом населення 2001 року в селі мешкало 313 осіб. 100 % населення вказали своєї рідною мовою українську мову.